# CLEC3A
CLEC3A (англ. C-type lectin domain family 3 member A) – білок, який кодується однойменним геном, розташованим у людей на 16-й хромосомі. Довжина поліпептидного ланцюга білка становить 197 амінокислот, а молекулярна маса — 22 233.
| 10         |  | 20         |  | 30         |  | 40         |  | 50         |
| ---------- |  | ---------- |  | ---------- |  | ---------- |  | ---------- |
| MAKNGLVICI |  | LVITLLLDQT |  | TSHTSRLKAR |  | KHSKRRVRDK |  | DGDLKTQIEK |
| LWTEVNALKE |  | IQALQTVCLR |  | GTKVHKKCYL |  | ASEGLKHFHE |  | ANEDCISKGG |
| ILVIPRNSDE |  | INALQDYGKR |  | SLPGVNDFWL |  | GINDMVTEGK |  | FVDVNGIAIS |
| FLNWDRAQPN |  | GGKRENCVLF |  | SQSAQGKWSD |  | EACRSSKRYI |  | CEFTIPQ    |

A: Аланін

C: Цистеїн

D: Аспарагінова кислота

E: Глутамінова кислота

F: Фенілаланін

G: Гліцин

H: Гістидин

I: Ізолейцин

K: Лізин

L: Лейцин

M: Метіонін

N: Аспарагін

P: Пролін

Q: Глутамін

R: Аргінін

S: Серин

T: Треонін

V: Валін

W: Триптофан

Білок має сайт для зв'язування з лектинами. 
Секретований назовні.